# El coloso

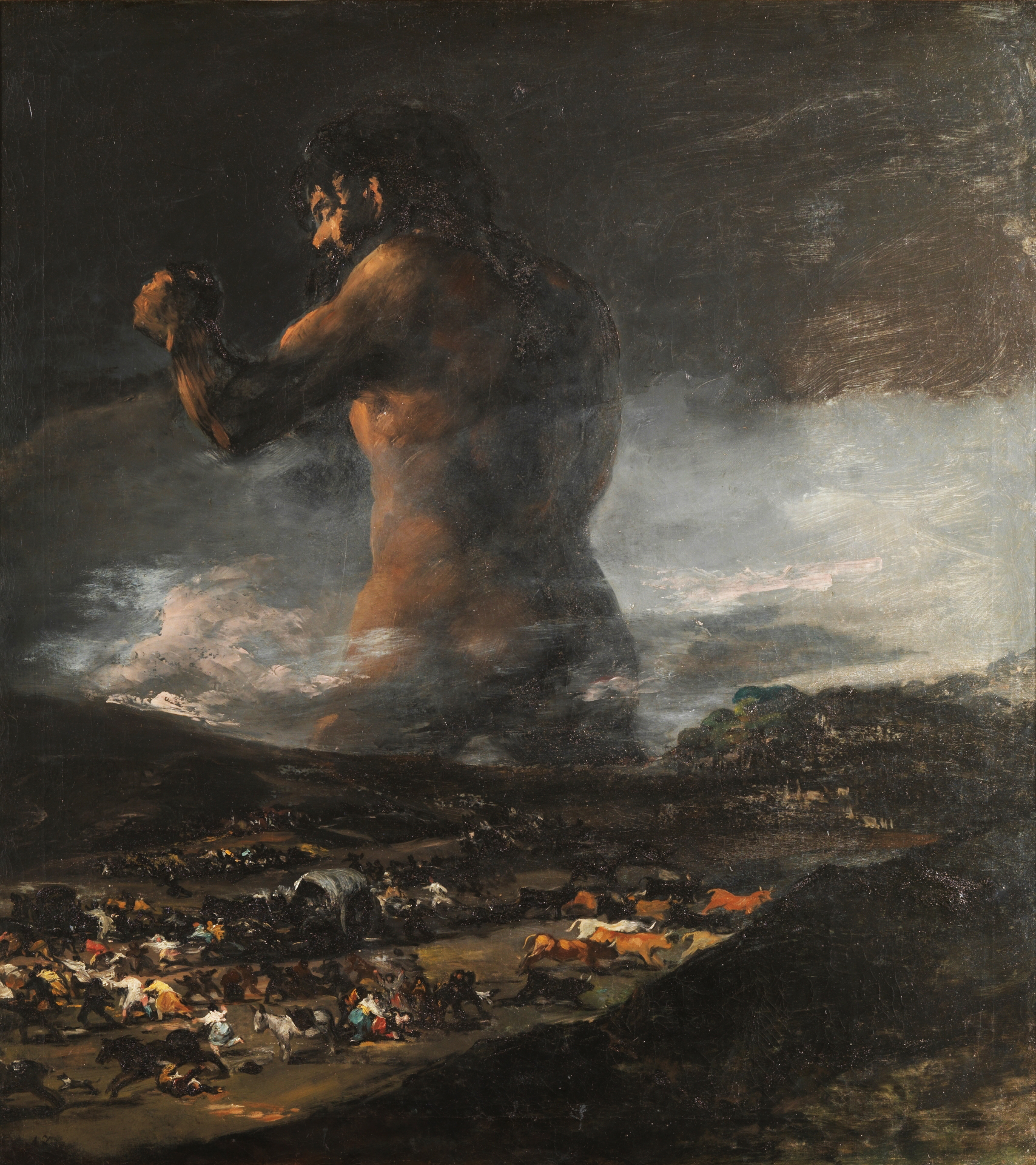
El coloso, atribuido por Manuela Mena, responsable del y Goya del Museo del Prado, en 2009, a un «seguidor de Goya». Esta atribución ha sido discutida por expertos como Nigel Glendinning, Jesusa Vega, Carlos Foradada o Valeriano Bozal, universidades españolas y varios exdirectores del Museo del Prado.

El coloso (después del 1808), también denominado El gigante, El pánico y La tormenta, es un cuadro tradicionalmente atribuido a Francisco de Goya en el que un hombre gigante de tamaño colosal se yergue tras unos montes —que ocultan sus pies y piernas hasta los muslos—, ocupando el centro de la imagen, rodeado de nubes y con los puños en alto. El tercio inferior del lienzo lo ocupa un sombrío valle donde una multitud de gente y ganado se dispersa caóticamente en todas direcciones.
En 1812 el cuadro (óleo sobre lienzo, 116 x 105 cm) pasó a ser propiedad del hijo de Goya, Javier Goya. Posteriormente perteneció a Pedro Fernández Durán, quien legó su colección al Museo del Prado, y allí se conserva desde 1931.

## Atribución

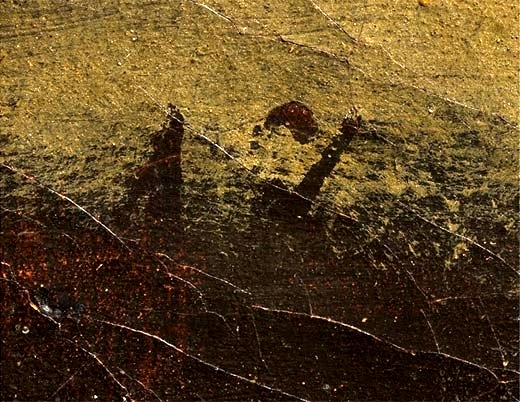
Trazos del ángulo inferior izquierdo de El coloso, que Nigel Glendinning identificó con dos dígitos (17 o 18) de un número de inventario (que Jesusa Vega, en «El Coloso es de Francisco de Goya» [2012], considera un 18) y Manuela Mena, en un primer momento, con las iniciales de Asensio Julià (A. J.), si bien en enero de 2009 rechazó interpretar taxativamente esos trazos como firma del pintor valenciano.

En junio de 2008 el Museo del Prado emitió en rueda de prensa un comunicado por parte de Manuela Mena, jefa de conservación del siglo XVIII y Goya del Museo del Prado, en el que afirmaba que el cuadro era «casi con toda seguridad» obra del pintor Asensio Juliá, amigo y colaborador del maestro aragonés. El análisis concluyó determinando, en enero de 2009, que el cuadro es de un discípulo de Goya indeterminado, sin ser capaz de asegurar que se tratase de Juliá.
Nigel Glendinning rechazó la atribución del cuadro a Asensio Juliá señalando que los argumentos que aportaba Manuela Mena son «totalmente subjetivos» y que la presunta firma «A. J.» son trazos de los dos primeros dígitos del número de inventario 176 conocido por reproducciones fotográficas antiguas, donde además pueden verse varios números, como el 18 a que aludiría la frase «Un gigante con el n.º diez y ocho» del cuadro Un gigante, nombre con el que fue conocido El coloso en el inventario de las obras de Goya realizado en 1812 tras la muerte de Josefa Bayeu, mujer del pintor. Jesusa Vega, en 2012, publicó un artículo titulado «El Coloso es de Francisco de Goya» en el que muestra cómo el trazo de los ocho autógrafos de Goya se corresponden con el del Coloso, rechazando así el argumento inicial por el que se inició el proceso de descatalogación de la autoría de Goya; y señala que el resto de los esgrimidos por el Prado han resultado inocuos, puesto que tanto los análisis del soporte, pigmentos y aglutinantes, como las técnicas artísticas, composición y temática corroboran la autoría de Goya, así como la cercanía de este cuadro con las Pinturas negras, entre otros aspectos. Ya en 2009 Valeriano Bozal aseveró, tras conocer el comunicado de Mena, que «el informe no es concluyente» y posteriormente pidió infructuosamente celebrar un congreso de expertos internacionales para llegar a un consenso, declarando, en junio de 2010, que «se le ha quitado la autoría a Goya con unas pruebas débiles y poco relevantes. Se ha mutilado el patrimonio sin argumentos contundentes». Otros estudiosos, restauradores y exdirectores del Prado se mostraron contrarios a la tesis de Mena.
Por su parte, Manuela Mena rechazó pronunciarse taxativamente en identificar las letras A. J. como firma de Asensio Juliá, uno de los principales argumentos esgrimidos para atribuir El coloso al pintor valenciano. En marzo de 2009, Nigel Glendinning y Jesusa Vega firmaron un artículo en la revista científica Goya titulado «¿Un fracasado intento de descatalogar El coloso por el Museo del Prado?» donde cuestionan la metodología y los argumentos del informe de Manuela Mena, y concluyen:

En resumidas cuentas, los argumentos a favor de descatalogar El coloso adelantados en el informe no solo no convencen sino que, a la larga, escandalizan con sus errores y argucias. El publicar un texto de este tipo bajo la protección del Prado, como si aquella institución hubiese aceptado ya sus conclusiones, es un paso en falso muy grave y pone en entredicho la confianza que la sociedad ha puesto en el Museo.

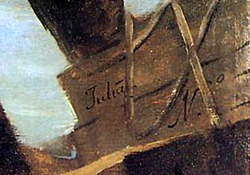
Firma de Juliá en El Náufrago.

Desde 2001 Juliet Bareau-Wilson y Manuela Mena habían puesto en duda la autoría de Goya, postulando que El coloso había sido ejecutado por el hijo del pintor, Javier Goya, al tiempo que atribuían La lechera de Burdeos a la ahijada del pintor, Rosarito Weiss. Sin embargo, Nigel Glendinning en el artículo «El problema de las atribuciones desde la Exposición Goya de 1900» y el entonces director del Museo del Prado Fernando Checa, rechazaron estas hipótesis. Nigel Glendinning publicó además en 2004 el artículo «El Coloso de Goya y la poesía patriótica de su tiempo», estableciendo la relación de la idea del coloso representada en este cuadro por Goya con la literatura de exaltación patriótica a la que fue muy sensible la población que vivió la guerra contra la invasión napoleónica, con lo que desechaba una datación tardía de El coloso, rebatiendo con este argumento las tesis de Juliet Bareau-Wilson y Manuela Mena, que desvinculaban El coloso del inventario de la testamentaría de Josefa Bayeu de 1812, donde aparecía un cuadro con las mismas medidas que El coloso titulado Un gigante, que el investigador anglosajón y la crítica tradicionalmente habían identificado como el mismo cuadro. 
En julio de 2009 las universidades españolas y numerosos expertos en Goya firmaron un manifiesto de apoyo a Nigel Glendinning y en defensa del método científico en el estudio de la Historia del Arte, apoyando la autoría de Goya en El coloso.
En julio de 2021, trece años después de que Manuela Mena presentase su hipótesis, el Museo del Prado devolvió la autoría de El coloso a Goya, después de la reorganización de las salas dedicadas al arte del siglo XIX.

## Historia del cuadro

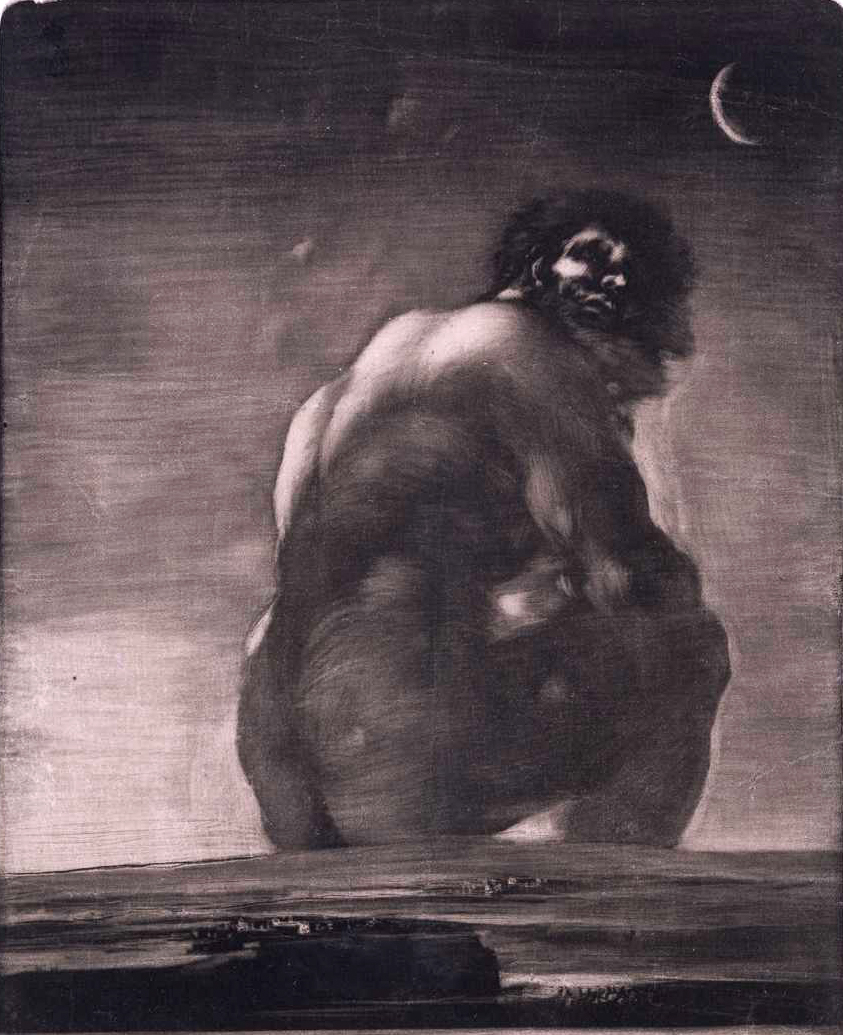
El Gigante, también llamado El Coloso (estampa suelta, 1814-1818). Grabado a la aguatinta bruñida de Francisco de Goya, sin el espacio inferior destinado al epígrafe.

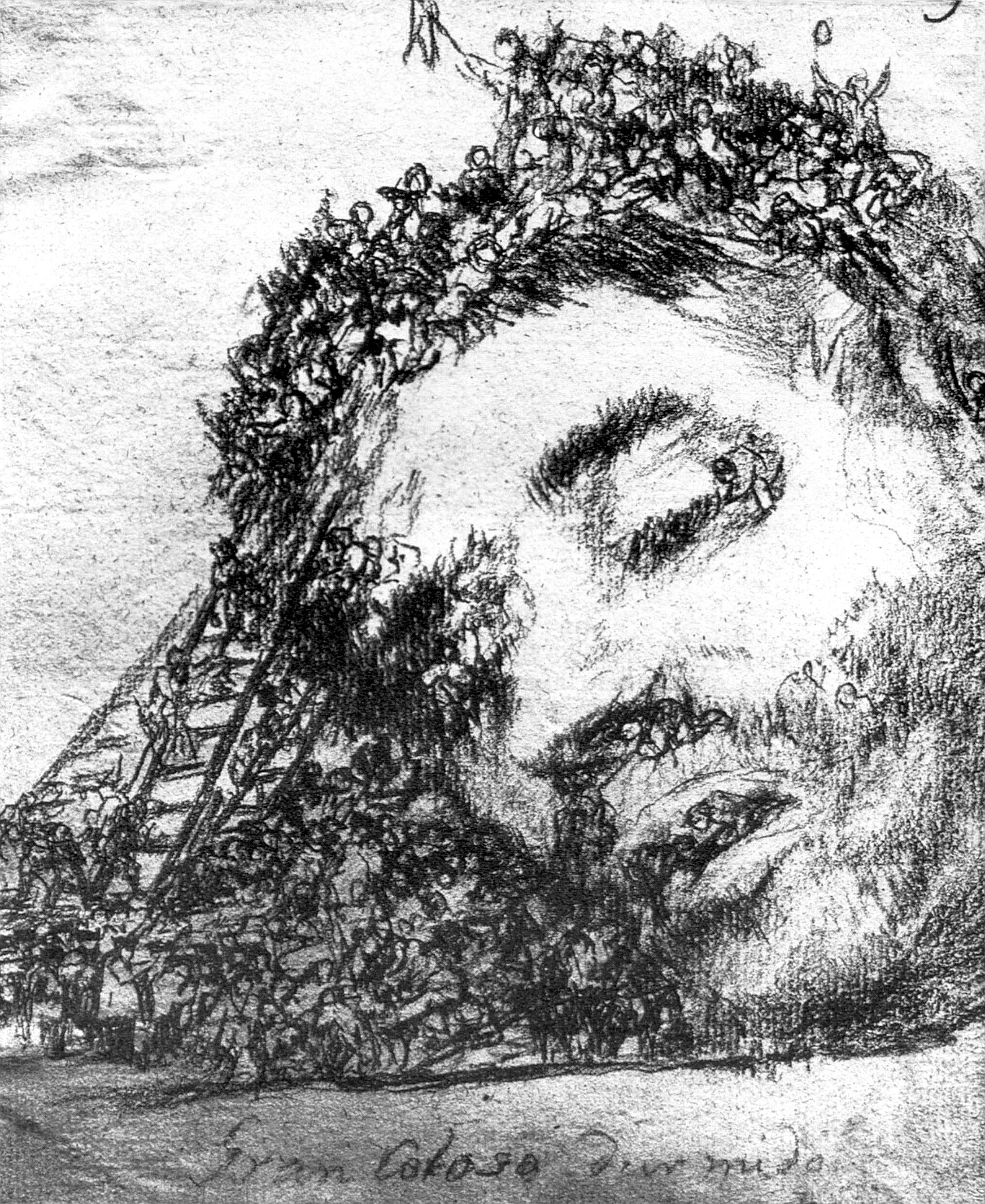
Dibujo con la leyenda autógrafa de Goya «Gran Coloso dormido». Lápiz litográfico, Álbum G-3 o Primer álbum de Burdeos (1824-1828), antigua colección Gerstenberg, Berlín, y Museo del Hermitage (San Petersburgo).

El cuadro entró a formar parte de la colección del Museo del Prado en 1931, procedente del legado de Pedro Fernández Durán. Su atribución documentada data de 1946 cuando Francisco Javier Sánchez Cantón publicó el inventario de la testamentaría de Josefa Bayeu —la mujer de Goya—, fallecida en 1812. En ese inventario se describe un cuadro de «Un gigante» que se corresponde con las medidas de El coloso, identificado con una X (Xavier Goya) y el número 18.
Después debió pasar a manos de Miguel Fernández-Durán Fernández de Pinedo y Bizarrón, marqués de Perales, fallecido en 1833 y bisabuelo de Pedro Fernández-Durán que lo recibió en herencia. Aparece documentado en la testamentaría protocolizada en 1877, correspondiente a la muerte de Francisca de Paula Bernaldo de Quirós, marquesa de Perales y Tolosa, madre de Pedro Fernández-Durán. En esa fecha se describe como «Una alegoría profética de las desgracias que ocurrieron en la Guerra de la Independencia, original de Goya y mide 1,15 por 1,[0]3 su valor mil quinientas pesetas».
Recientemente, las cuestiones suscitadas en relación con la pintura de El coloso y la ausencia de este cuadro en la exposición celebrada en el Museo del Prado (Madrid) titulada «Goya en tiempos de guerra» han puesto de actualidad, entre otras cosas, la estampa del mismo tema, obra también de Francisco de Goya, que sí figuraba en la muestra (núm. 28 del catálogo de dicha exposición). La doctora Jesusa Vega en su artículo «La técnica artística como método de conocimiento, a propósito de El Coloso de Goya» (Revista Goya n.º 324), establece la relación en la obra de Goya entre la estampa conocida como El gigante, de la que se conserva una segunda prueba de estado en la Biblioteca Nacional de Madrid, y la pintura conocida como El coloso en estos términos: «el gigante, pasó de la lucha / defensa, orgulloso y erguido, a la melancolía, sentado, reflejando el ánimo de muchos españoles, un sentimiento colectivo del que su creador participaba». Si para la pintura se dan las fechas entre 1808 —fecha del comienzo de la Guerra de la Independencia— y 1812 —fecha en la aparece en el reparto de bienes entre Goya y su hijo Javier—, para la estampa se da una fecha posterior al final de la guerra, en relación con la técnica y los materiales empleados en la estampación de la serie de Los desastres de la guerra.

## Análisis
El enorme cuerpo del gigante ocupa el centro de la composición. Parece adoptar una postura combativa a juzgar por la posición del brazo y el puño cerrado. El cuadro fue pintado durante la Guerra de la Independencia Española, por lo que podría simbolizar dicho enfrentamiento bélico. Nigel Glendinning afirma que el cuadro está basado en un poema patriótico de Juan Bautista Arriaza llamado «Profecía del Pirineo» publicado en 1810. En él se presenta al pueblo español como un gigante surgido de los Pirineos para oponerse a la invasión napoleónica. Existió un cuadro de tamaño similar y carácter también alegórico conocido como El águila que se hallaba en posesión del hijo de Goya en 1836, lo cual probaría que Goya ideó cuadros de parecido concepto al del Coloso.
La actitud del gigante ha sido objeto de varias interpretaciones. No se sabe si está caminando o se asienta firme sobre sus piernas separadas. También es ambigua su posición; podría estar tras las montañas o enterrado hasta más arriba de la rodilla, lo que sucede en otros cuadros pertenecientes a las Pinturas negras, como el Duelo a garrotazos. Tampoco aparecen las piernas del Saturno devorando a un hijo e incluso aparece enterrado hasta el cuello —¿o tras el terraplén?— el Perro semihundido. Por otro lado, el gigante podría tener —según interpretan algunos comentaristas— los ojos cerrados, lo que podría representar la idea de violencia ciega.
Contrastando con la erguida figura del gigante, aparecen en el valle diminutas figuras de gentes del pueblo que al parecer huyen en todas direcciones, excepción hecha de un asno que permanece quieto, lo cual podría simbolizar, según menciona Luna, la incomprensión del fenómeno de la guerra.
La técnica de esta obra es similar a la de las Pinturas negras de la Quinta del Sordo. Incluso se ha propuesto una datación tardía del cuadro, alegando que la mención a El coloso del inventario de 1812 no alude a esta obra. Sin embargo, Nigel Glendinning ha rebatido esta datación tardía, basada solo en aspectos estilísticos, puesto que todos ellos se hallan ya presentes (si bien no en el mismo grado) en cuadros anteriores, desde La pradera de San Isidro en 1788 para las diminutas figuras resueltas con rápido trazo; hasta los Caprichos (1799) números 3 («Que viene el coco») y 52 («Lo que puede un sastre») para el motivo de la figura de proporciones gigantes que atemoriza. Además de algunos dibujos en sus cuadernos de apuntes similares, tales «Una figura gigantesca sobre un balcón», «Un encapuchado gigantesco» y «Sueño. Pregón de Brujas» (Gassier y Wilson nos. 625, 633 y 638).

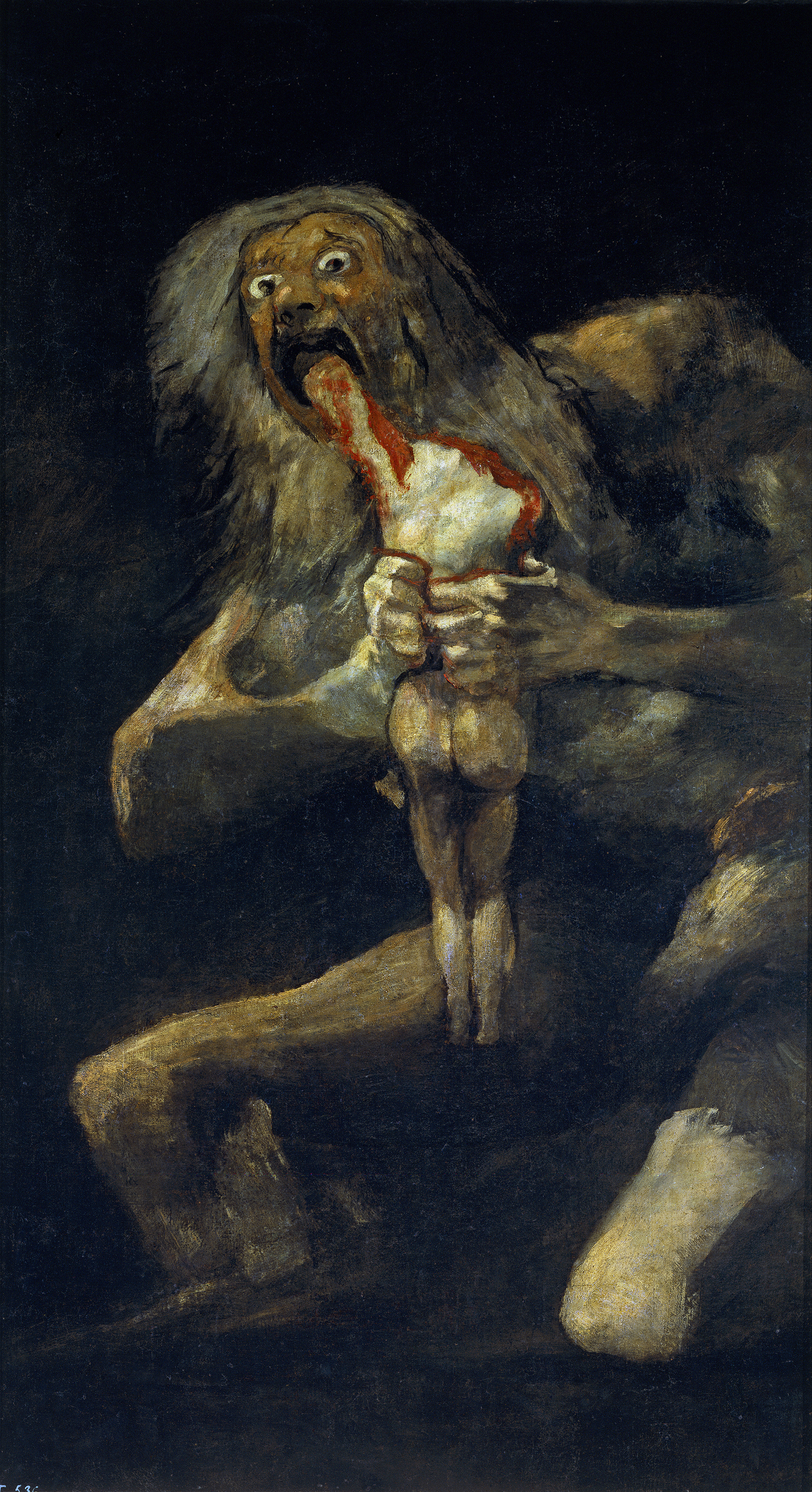
«Saturno devorando a su hijo», una de las Pinturas negras (1819–1823).

Existe, además, toda una serie de motivos paralelos en Los desastres de la guerra y la estampa suelta homónima El Gigante o Coloso, datada entre 1814 y 1818, que representa a un gigante sentado en un paisaje desolado y nocturno, como indica una menguada luna en una esquina. La postura y la noche no expresan la combatividad del óleo, sino la soledad, y no hay nada que le pueda relacionar con la guerra. Tampoco se puede dilucidar si tiene los ojos cerrados, pero sí parece prestar escucha, haciendo algo que quizá Goya, sordo desde 1793, añoraba, o quizá reflejando la atenta percepción de quien carece del sentido del oído o de la vista, o de ambos.
Lo cierto es que el cuadro al óleo adopta el estilo de las Pinturas negras. Domina el color negro, los toques de color son mínimos y aplicados con espátula y la temática parece afín a la algunas obras alemanas inscritas en la corriente Tempestad y arrebato ("Sturm und Drang"), que caracterizaría el prerromanticismo. El hecho de hacer hincapié en lo emocional que supone el pánico como causa de la huida caótica del pueblo llano también incidiría en esta estética prerromántica, así como que el coloso puede ser la encarnación de la conciencia colectiva de los ideales de identidad de los pueblos, o Volkgeist, surgido con el romanticismo idealista alemán y hecho principio común en la Europa del XIX temprano, más cuando esa conciencia se aglutina ante una agresión vista como extranjera. La poesía de exaltación patriótica de la época, como es el caso de la «Profecía del Pirineo», era conocida de memoria por muchos españoles, y, desde luego, por Goya que, además, era amigo de conocidos literatos ilustrados y prerrománticos.

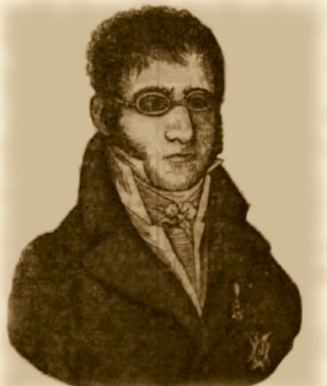
Juan Bautista Arriaza, autor de la «Profecía del Pirineo» (en Poesías patrióticas, 1810), probablemente la fuente de inspiración de la iconografía de El coloso.

Se ha especulado con otras interpretaciones del significado de esta obra. Asociándolo a la emblemática, se ha visto la posibilidad de que el coloso sea la representación de un Fernando VII incompetente y ensoberbecido, donde los montes contribuirían a subrayar la soberbia y el asno inmóvil, a la aristocracia estancada y partidaria de la Monarquía absoluta. También se ha estudiado la presencia de la figura del gigante en las ilustraciones satíricas de este periodo o la figura mítica de Hércules, habitualmente asociado al monarca español, oponiéndose al régimen napoleónico. La postura del gigante, según la investigación mediante rayos X, guarda relación con el Hércules Farnesio divulgado por los grabados de Hendrick Goltzius o el Hércules Hispano que pintara Francisco de Zurbarán en su serie de «los Trabajos de Hércules» entre los grandes lienzos de batallas del Salón de Reinos del Palacio del Buen Retiro. 
Sin embargo, Glendinning ha insistido en que la idea de un gigante es habitual en la poesía patriótica de la Guerra de la Independencia. Tiene antecedentes clásicos en el Siglo de Oro, como las figuras alegóricas del teatro barroco (La Numancia de Cervantes contiene un pasaje donde España aparece representada en un diálogo con el Duero), y muchos de ellos son apariciones permitidas por Dios (como ocurría con Santiago o San Jorge en batallas importantes contra los musulmanes) para infundir ánimo en los combatientes. Hay gigantes similares en la poesía patriótica de Quintana «A España, después de la revolución de marzo», en la que sombras enormes de héroes españoles, entre las que se encuentran Fernando III, el Gran Capitán y el Cid animan a la resistencia. En otro poema de Cristóbal de Beña se hace aparecer la sombra de Jaime I el Conquistador con parecidos fines; en «Zaragoza», un poema de Francisco Martínez de la Rosa de 1812, aparece para animar al General Palafox en los Sitios de Zaragoza su antepasado Rodrigo de Rebolledo y, finalmente, en un himno a Bailén, del mismo Arriaza, surge el vencedor de las Navas de Tolosa, el rey Alfonso VIII de Castilla. 

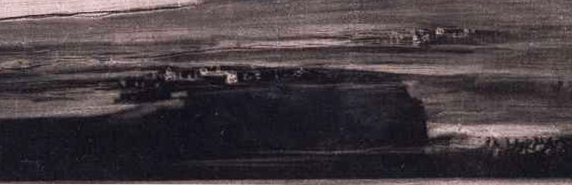
Detalle del paisaje urbano del grabado llamado Un gigante o El coloso.

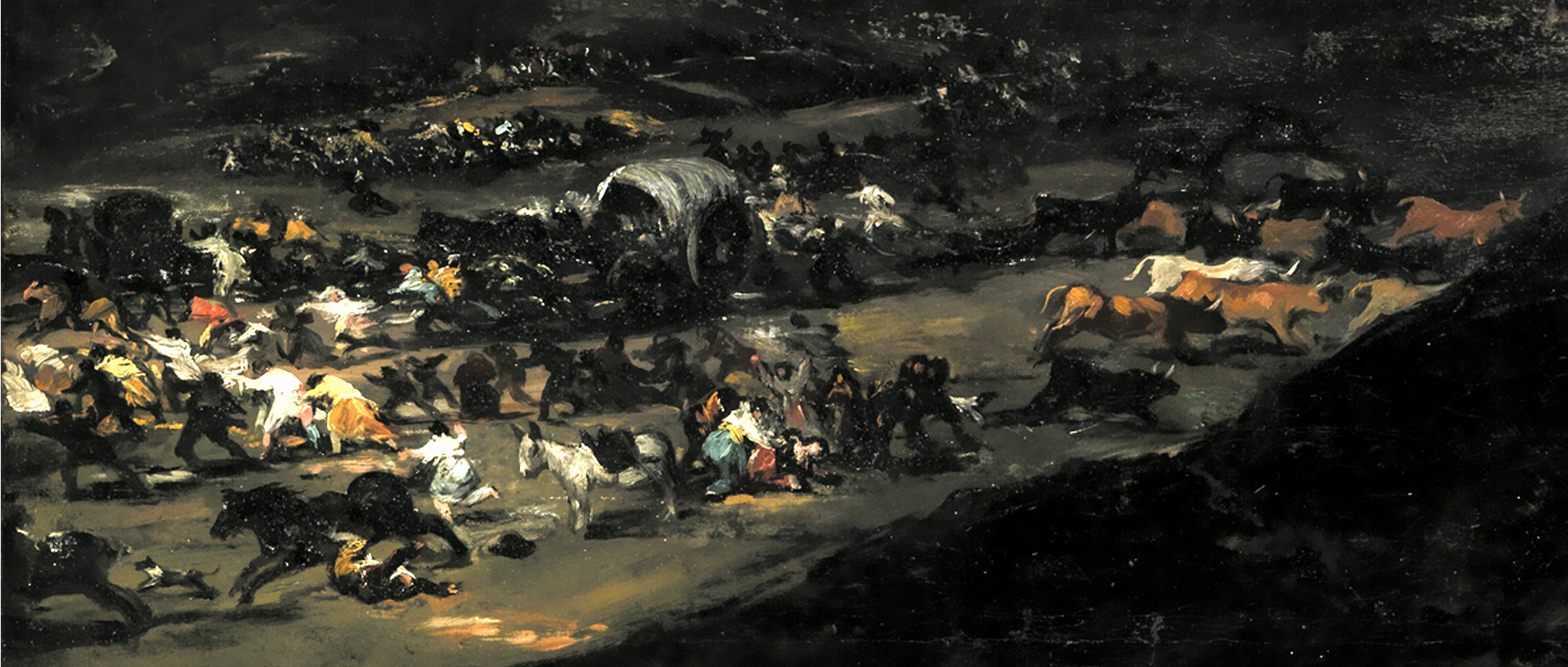
Detalle de la zona inferior del cuadro. Gentes y bestias huyen en varias direcciones, formando una composición dinámica de líneas centrífugas.

A pesar de todo lo anterior, sigue habiendo incógnitas, puesto que no podemos interpretar convincentemente ni la dirección en que se mueve el gigante (en caso de que esté avanzando), ni vemos contra qué enemigo se dirige, aunque, y siempre según este autor, es muy probable que la arriscada orografía oculte al ejército enemigo al otro lado del valle donde huyen las gentes civiles, por lo que plantear que se trate de un enfrentamiento entre el enemigo francés y el gigante, que encarnaría la defensa española, como en el poema de Arriaza, es muy verosímil. Su voluntad de luchar sin armas, con los brazos, como expresa el propio Arriaza en su poema Recuerdos del Dos de Mayo (op. cit. págs. 61-67): «De tanto joven que sin armas, fiero / entre las filas se le arroja audaz» (pág. 63, IV) incide en el carácter heroico del pueblo español. Su heroísmo contrasta con el miedo del resto de la población, huyendo dispersos en un movimiento en múltiples direcciones, solo detenido ocasionalmente para ayudar a algún desmayado o por efecto de la legendaria terquedad del borrico.
En cuanto a los ejes de composición, hay varias direcciones que representan dinámicamente las direcciones de la multitud que corre principalmente hacia la esquina inferior izquierda del cuadro, y que se prolongaría más allá de los límites de éste, y otra contraria dibujada por la estampida de los toros hacia la derecha. Entre estos movimientos hay otros de espera por la atención a algún caído o persona en dificultades que ritman el movimiento, y dan la impresión de caos. El gigante, separado en un plano más profundo por las montañas, se internaría en un plano más alejado del espectador, escorado hacia atrás y a la izquierda, formando con su avance una diagonal en ángulo opuesto a las direcciones de la multitud que huye.
El tratamiento de la luz, que podría ser la del ocaso, rodea y resalta las nubes que circundan la cintura del coloso, como describe el poema de Arriaza «Cercaban su cintura / celajes de occidente enrojecidos» (Juan Bautista Arriaza, «Profecía del Pirineo», vv. 31-32.). Esa iluminación sesgada, interrumpida por las moles montañosas, fraccionada, aumenta la sensación de falta de equilibrio y desorden. Se trataría de la conocida «dudosa luz del día» gongorina (Fábula de Polifemo y Galatea, v. 72.). En lugar de una composición centrípeta, donde las direcciones nos llevan a un núcleo central, aquí todas las líneas de movimiento se disparan para desintegrar la unidad en múltiples recorridos hacia los márgenes. Se trata de otro de los cuadros en los que se manifiesta una composición orgánica (en este caso centrífuga), típica del Romanticismo, en función de los movimientos y direcciones procedentes de las figuras del interior del cuadro, en lugar de la mecánica, propia del Neoclasicismo, impuesta por ejes de rectas formadas por los volúmenes y debidas a la voluntad racional del pintor.